# Berkshire County
Berkshire County er et county i den amerikanske delstat Massachusetts. Berkshire County ligger i den nordvestlige del af delstaten og grænser op til Bennington County, Vermont i nord, Franklin County i nordøst, Hampshire County i øst, Hampden County i sydøst, Litchfield County, Connecticut i syd og mod Columbia County, New York i vest.
Berkshire Countys totale areal er 2.412 km² hvoraf 39 km² er vand. I 2000 havde Berkshire County 134.953 indbyggere. Det administrative centrum ligger i byen Pittsfield.
- Pittsfield

42°23′46″N 73°12′36″V / 42.39613°N 73.209892°V